# Wilhelm René de l'Homme de Courbière
Wilhelm René de l'Homme de Courbière, född 25 februari 1733, död 23 juli 1823, var en preussisk militär.
Courbière föddes i Maastricht och trädde under sjuårskriget i preussisk tjänst. Han utmärkte sig särskilt i det lilla kriget och ådrog sig kungen uppmärksamhet, vilket ledde till att han redan 1760 utnämndes till överstelöjtnant. 1798 utnämndes Courbière till general vid infanteriet och 1803 till kommendant i Graudenz. Han avslog här 1807 skarpt alla franska uppmaningar om kapitulation och höll trots stora svårigheter fästningen ända till fredsslutet. Till belöning för sina insatser under kriget utnämndes han till fältmarskalk och guvernör i Västpreussen.